# Los rubios
Los rubios és una pel·lícula documental argentina-estatunidenca que va dirigir Albertina Carri sobre el guió que ella escrivís en col·laboració amb Alan Pauls, que es va estrenar el 23 d'octubre de 2003 i l'intèrpret principal del qual va ser l'actriu Analía Couceyro. Va comptar a més amb la participació d'Albertina Carri, Santiago Giralt, Jesica Suárez i Marcelo Zanelli actuant com ells mateixos.

## Sinopsi
El film tracta sobre les memòries de la directora respecte dels seus pares Roberto Carri i Ana María Caruso que després de viure en la clandestinitat durant la dictadura militar iniciada a l'Argentina en 1976 van ser segrestats i romanen desapareguts. La directora es val de fragments, fantasies, relats, fotos i fins a ninots Playmobil en un relat que enfoca al passat i es projecta en el present. Un equip de filmació que per moments apareix en càmera i una actriu completen la construcció de l'univers fracturat en què la protagonista descobreix una vegada i una altra l'impossible de la memòria.

## Repartiment
- Analía Couceyro... Albertina Carri
- Albertina Carri... Ella Mateixa
- Santiago Giralt... Ell Mateix
- Jesica Suárez... Ella Mateixa
- Marcelo Zanelli... Ell Mateix

## Crítiques
En la nota crítica de Cineísmo s'expressa que Albertina Carri proposa en la seva pel·lícula “desfer les senderes de la memòria, recórrer els camins en els que ens embolica, detenir-se en les esquerdes obertes entre el passat i el present, acceptar el que es recorda, tant com el que s'oblida o es reinventa.” Aquesta invitació a reflexionar sobre la construcció de la pròpia identitat –la seva, la de tota una societat– la realitza a partir d'una absència: la dels seus pares, desapareguts i assassinats per l'última dictadura militar argentina però sense narrar la seva vida ni la seva desaparició. Per a això “la pel·lícula no aposta a narrar El Passat, llunyà i intocable, sinó que més aviat decideix interpel·lar aquest passat, confrontar-lo amb i des del present, des del que implica per a la jove Carri com a persona, dona, filla, directora de cinema”. Més que la cerca d'informació sobre els fets concrets, hi ha un recorregut per tots els possibles camins del món de la memòria.
En realitzar una pel·lícula sobre la realització d'una pel·lícula -perquè es posa al descobert l'artifici (els mecanismes de construcció)- la directora comença a jugar en tres nivells: realitat, ficció i documental. Com els espais en blanc, els buits de la memòria i els buits, la narració està fragmentada i aparentment desestructurada. Es van intercalant els relats dels fets del passat amb algunes lectures i fotos; els testimonis d'aquests anys, amics i veïns, amb els llocs que van habitar com la casa o el camp; la representació de sensacions i temors reals o imaginaris de la infància amb els integrants de l'equip de filmació, els assajos i les preses...
Gràcies a la utilització de diferents recursos estètics i de posada en escena: el color i el blanc i negre, la utilització de televisors i veus en off, l'animació de ninots Playmobil, les perruques rosses amb les quals els membres de l'equip es “disfressen“ d'aquests Carri que va inventar la memòria, les capes de sentit es van multiplicant en la pel·lícula. L'actriu Analía Couceyro representa a Albertina Carri i ho enuncia: “Soc Analía Couceyro i en aquesta pel·lícula represento a...”. Això distància a l'espectador, evita la seva identificació directa amb la realitzadora (amb el seu dolor) i habilita, una vegada més, la reflexió. En desdoblegar-se, no obstant això, Carri és més protagonista que ningú i el seu compromís amb el que està comptant és encara major, perquè narra en primera persona per dues: quan Couceyro és Carri i quan Carri li diu com fer de si mateixa. Així s'arriba a un final pròxim a una mirada esperançadora i de cara al futur, sense perdre de vista que tots som fills d'una generació massacrada; amb més preguntes que respostes.
Diego Lerer en la crònica publicada a Clarín assenyala el discurs massa armat, massa monolític dels testimoniatges d'amics i coneguts, del qual sorgeix compassió, reassegurança, una cosa molt allunyada del que busca Carri, que és, finalment, més que rearmar la història dels seus pares construir la pròpia.
En unes certes escenes Analía Couceyro representa a Carri i en unes altres on posar el cos implica qüestions morals d'impossible evasió apareix ella mateixa.
Els veïns del barri on van segrestar els Carri són els que van veure (o van crear) als rossos del títol. Els rossos són els altres (els Carri, els militants, els que no estan, els desapareguts, els que van emigrar, els absents), i a partir d'allí és que el film es transforma en un viatge a la trobada de nous rossos, que no són uns altres que els que acompanyen a Albertina en la cerca.
L'escena clau en el film, que sintetitza gairebé tot el que hi ha en ell, és –segons el parer del crític- quan una companya de captivitat de la mare de Carri es nega a sortir a càmera, però li dibuixa un pla del lloc on ambdues van estar tancades. El que li arriba a l'espectador és la versió rossa d'aquesta escena: Couceyro (no Carri) dibuixa en un paper el que, suposem, aquesta dona no va voler (o no va poder) mostrar a càmera. La memòria com a ficció, conformada per una sèrie de reflexos deformants.
Los rubios “àmplia el camp discursiu del cinema polític a l'Argentina com cap pel·lícula l'havia fet des de La hora de los hornos, un film que, sense dubtes, Carri qüestionaria fins a la medul·la, però del qual aplaudiria la seva honestedat intel·lectual. En aquests temps en els quals el pensament crític més ranci i reaccionari ha envaït bona part de l'espai als mitjans, és quan es fa més que necessària una pel·lícula tan transcendent i esquiva com és Los rubios: una que s'atreveixi a treballar sobre el passat (més que a celebrar-lo insípidament), a qüestionar el present, i a posar-se una perruca del color que sigui per a enfrontar el futur”.”.
D'altra banda, en l'article La apariencia celebrada de Martin Kohan publicat a la revista cultural Punto de Vista l'abril de 2004 es realitza una anàlisi del documental prenent com a eix central d'estudi a la memòria, però no com a màxima expressió d'aquesta, sinó que, construïda a partir de l'oblit, l'omissió i l'aportació de tercers. Així, l'autor manifesta la seva posició sobre el distanciament que proposa la directora i a la despolitització que, des de la seva concepció, es genera a partir de l'ús de la ficcionalització de la seva pròpia persona i d'un fet clau en la seva història, en un film que segons la seva mirada pretén ser testimonial.
Dins de la ficcionalització de "Los Rubios, Analia Couceyro és l'actriu que es reconeix com a tal dins del film i que representa a Albertina Carri, la pròpia directora però que, al seu torn, ella també apareix en pantalla fent d'ella mateixa. Kohan planteja que a partir d'aquest recurs la pel·lícula duu a terme cert distanciament brechtiano evitant així que el públic experimenti la catarsi conseqüència d'una identificació personal amb la història i els testimoniatges d'aquesta. Aquesta tècnica pren notorietat amb la presentació de l'actriu identificant-se com Analia Couceyro i afirmant que ella no és la veritable Albertina Carri i que no va viure tot el que està a punt de narrar.
Al seu torn, l'autor reconeix, que aquest mecanisme de representació doble no sols li permet a Carri fer una anàlisi crítica d'ella mateixa, sinó que sumat als altres elements ficcionals li permet recrear i concebre a la memòria amb un cert caràcter ficcional, és a dir, la memòria és en realitat, una construcció. En el film es representa la memòria d'una nena de tres anys que construeix els seus records a partir de retalls que no aconsegueix reconèixer completament com a propis, aliens o inventats, o una suma de tots aquests.
D'altra banda, Martin Kohan proposa una anàlisi sobre l'actitud de l'actriu que els dona l'esquena als testimoniatges dels companys militants dels pares de Albertina. Aquesta actitud és analitzada com un gest de descortesia i desconsideració ja que a més de despolititzar la vida dels seus pares els despersonalitza, perquè davant records i vivències personals d'aquests, l'actriu continua donant-los l'esquena, interpretant Kohan aquest comportament amb signe d'indiferència.
Tanmateix, la pel·lícula aconsegueix parlar d'una veritat, una veritat personal i summament viscuda: la d'una nena que va créixer sense els seus pares i cerca reconstruir el seu record. Però aquest record, planteja la pròpia Carri, ha d'allunyar-se de l'actitud militant i partidària que manifesten els companys de Roberto i Ana María. Ella ja la coneix perquè ho ve escoltant des que té deu anys, per això busca construir i indaga sobre aquella part més humana i quotidiana dels seus pares; això que li fa falta i mai va tenir, alguna cosa que ni tan sols coneix.
La despolitització del fet, així com el “desinterès” s'aprofundeix, segons Kohan, amb la ficcionalització i representació en animació stop-motion del succés de segrest dels pares d'Albertina. La recreació suprimeix la realitat de la violència política, llevant-li profunditat al fet, reemplaçant als militars amb ovnis, generant una homogeneïtat que impedeix diferenciar entre bons i dolents però que reconeix no li impedeix la representació del fet atroç en si mateix que és el segrest. No obstant això, Kohan considera la frivolització d'això com un risc mateix que estaria amagant una realitat més violenta. Noriega, escriptor d'“Estudio crítico sobre los rubios” reprèn aquesta anàlisi refutant-lo i agregant la visió de la directora sobre l'assumpte. Per Norriega, Kohan comet l'error d'interpretar l'escena aïlladament, sent que està emmarcada entre les entrevistes de les veïnes que testimonien haver lliurat als pares de Albertina el que coincidiria amb la idea de la directora de l'ambigüitat entre bons i dolents, no sols els militars són els dolents i no tots els civils els bons, la línia entre els bàndols no està separada per un abisme. És incorrecte, segons la visió de Norriega, de part de Kohan intentar classificar els personatges quan la mateixa realitat quotidiana, com la memòria, que s'intenta representar és ambigua. A més ha de tenir-se en compte que està caracteritzada com el record d'una nena de tres anys l'experiència dels quals està construïda per les memòries de la resta i no per la seva pròpia atestació, els records mai coincidiran amb el que veritablement va succeir.

## Premis
- 2003 Buenos Aires Festival Internacional de Cinema Independent: Premi del públic a la millor pel·lícula, premi del jurat paral·lel a la millor Pel·lícula Argentina, Esment especial del Jurat Oficial i Esment especial Signis.
- 2010 FIPRESCI Argentina seleccionada entre les 10 millors pel·lícules de la dècada de 2000.

## L'INCAA i la pel·lícula
La directora va explicar l'actitud de l'Instituto Nacional de Cine y Artes Audiovisuales respecte de la seva petició que la pel·lícula fos declarada “d'interès”, la qual cosa facilita la seva exhibició i comercialització, en aquests termes: 
| « | ”Quan presentem el guió a l'Incaa ens van contestar amb una carta en la qual van explicar que preferien no expedir-se. Hauria estat més honest que contestessin que la pel·lícula no els interessava. Però ells van donar una quantitat d'explicacions sinistres com que la pel·lícula mereix ser filmada perquè els meus pares van ser dos intel·lectuals, etcètera, i per això entenien que havia d'incorporar testimoniatges dels seus amics (cosa que ja estava en el guió), parlaven de rigor documental. Vam fer una nova presentació i mentre esperàvem la resposta, un comitè de selecció del festival va veure la pel·lícula i va decidir incloure-la en la competència. Només en aquest moment l'Incaa ens va donar l'interès.” | » |